# Silanisation
La silanisation est un processus chimique permettant de recouvrir une surface avec des molécules d'alcoxysilane organofonctionnelles. Les surfaces minérales telles que le verre et les oxydes métalliques peuvent toutes être silanisées, car elles abritent des groupes hydroxyle qui attaquent et déplacent les groupes alcoxy sur le silane, formant ainsi une liaison covalente -Si-O-Si-.
La silanisation (ou siliconisation) de la verrerie augmente son hydrophobicité et est utilisée dans la culture cellulaire pour réduire l'adhérence des cellules aux parois du flacon.
En plus des applications pour les revêtements et la science des matériaux, le processus de silanisation est également utilisé dans les domaines biomédicaux pour ancrer l'ADN aux substrats.

## Propriétés
Les molécules d'alcoxysilane organofonctionnelles ont à la fois des propriétés organiques et inorganiques. Les surfaces silanisées sont généralement hydrophobes, mais leurs propriétés peuvent être ajustées en faisant varier les chaînes latérales du composé silane. De nombreux composés silanes courants présentent des groupes alkyle (contenant uniquement du carbone et de l'hydrogène), qui sont plus apolaires que les groupes hydroxyle (-OH) de la surface non traitée, créant une surface plus hydrophobe.
Une fois la surface traitée, d'autres réactions peuvent être effectuées pour greffer des molécules dotées de propriétés telles que l'hydrophilie, l'hydrophobicité, l'autonettoyage, la photocatalyse, et autres, sur le substrat.

## Processus
Le début de la silanisation consiste en l'activation du matériau souhaité afin d'en exposer les groupes hydroxyle (-OH) de surface. Le substrat ou matériau ainsi activé est ensuite placé dans une solution de silane, afin qu'il y réagisse. Les solutions de chlorosilanes sont souvent utilisées pour cela, en raison de leur extrême réactivité. Le silane se lie alors à l'oxygène présent dans le groupe hydroxyle, produisant de l'acide chlorhydrique d'une part et une liaison Si-O stable d'autre part. Cette réaction se produit spontanément et aucun catalyseur n'est nécessaire.

## Alcoxysilanes organofonctionnels
Les groupes alcoxy habituellement utilisés sont les groupes méthoxy (-OCH 3 ) et éthoxy (-OCH 2 CH 3 ). Les alcoxysilanes organofonctionnels sont classés selon leurs fonctions organiques :

### Aminosilanes
La fonction organique est ici une amine primaire ou secondaire :
- APTES (3-aminopropyl)-triéthoxysilane CAS# 919-30-2

Formule développée du (3-aminopropyl)triéthoxysilane (APTES)

- APDEMS (3-aminopropyl)-diéthoxy-méthylsilane
- APDMES (3-aminopropyl)-diméthyl-éthoxysilane
- APTMS (3-aminopropyl)-triméthoxysilane CAS# 13822-56-5

### Glycidoxysilanes
La fonction organique est ici un époxyde :
- GPMES (3-glycidoxypropyl)-diméthyl-éthoxysilane

### Mercaptosilanes
La fonction organique est ici un thiol :
- MPTMS (3-mercaptopropyl)-triméthoxysilane
- MPDMS (3-mercaptopropyl)-méthyl-diméthoxysilane